# Marcelo Robledo
Juan Marcelo Robledo (Santa Fe, 3 de diciembre de 1979) es un exfutbolista y entrenador argentino nacionalizado boliviano. Actualmente dirige a Real Oruro de la Primera División de Bolivia.

## Trayectoria
Como jugador, ocupaba la posición de guardameta y desarrollo toda su carrera profesional en Bolivia.
Se inició futbolísticamente en Independiente Petrolero, donde debutó en 2001 bajo la dirección técnica de Mario Alberto Kempes.
Con Universitario de Sucre ganó dos campeonatos nacionales, siendo el jugador más exitoso en la historia del club.

## Clubes

### Como jugador
| Club                    | País    | Año         |
| ----------------------- | ------- | ----------- |
| Stormers SC             | Bolivia | 2000        |
| Independiente Petrolero | Bolivia | 2001        |
| Jorge Wilstermann       | Bolivia | 2002        |
| San José                | Bolivia | 2002        |
| Aurora                  | Bolivia | 2003        |
| The Strongest           | Bolivia | 2004 - 2005 |
| Jorge Wilstermann       | Bolivia | 2006 - 2007 |
| Universitario de Sucre  | Bolivia | 2008 - 2009 |
| San José                | Bolivia | 2009        |
| Bolívar                 | Bolivia | 2010        |
| Guabirá                 | Bolivia | 2011        |
| Universitario de Sucre  | Bolivia | 2011        |
| Jorge Wilstermann       | Bolivia | 2012 - 2013 |
| Universitario de Sucre  | Bolivia | 2013 - 2014 |
| Atlético Bermejo        | Bolivia | 2015        |
| Universitario de Sucre  | Bolivia | 2015 - 2017 |
| Ciclón                  | Bolivia | 2017        |
| Real Potosí             | Bolivia | 2018        |
| Independiente Petrolero | Bolivia | 2018        |

### Como entrenador
| Club                    | País    | Año               |
| ----------------------- | ------- | ----------------- |
| Independiente Petrolero | Bolivia | 2019              |
| Fuerza Amarilla         | Ecuador | 2019              |
| Independiente Petrolero | Bolivia | 2020 - 2022       |
| Macará                  | Ecuador | 2023              |
| Libertad F. C.          | Ecuador | 2023              |
| Independiente Petrolero | Bolivia | 2023 - 2025       |
| Real Oruro              | Bolivia | 2025 - Actualidad |

## Palmarés

### Como jugador
Títulos nacionales
| Título           | Club                 | Año                 |
| ---------------- | -------------------- | ------------------- |
| Primera División | The Strongest        | Clausura 2004       |
| Primera División | Jorge Wilstermann    | Segundo Torneo 2006 |
| Primera División | Universitario USFX   | Apertura 2008       |
| Primera División | Universitario (USFX) | Clausura 2014       |

### Como entrenador
Títulos regionales
| Título                             | Club                    | País    | Año  |
| ---------------------------------- | ----------------------- | ------- | ---- |
| Asociación Chuquisaqueña de Fútbol | Independiente Petrolero | Bolivia | 2019 |

Títulos nacionales
| Título           | Club                    | Año  |
| ---------------- | ----------------------- | ---- |
| Primera División | Independiente Petrolero | 2021 |